# Henderson (Colorado)

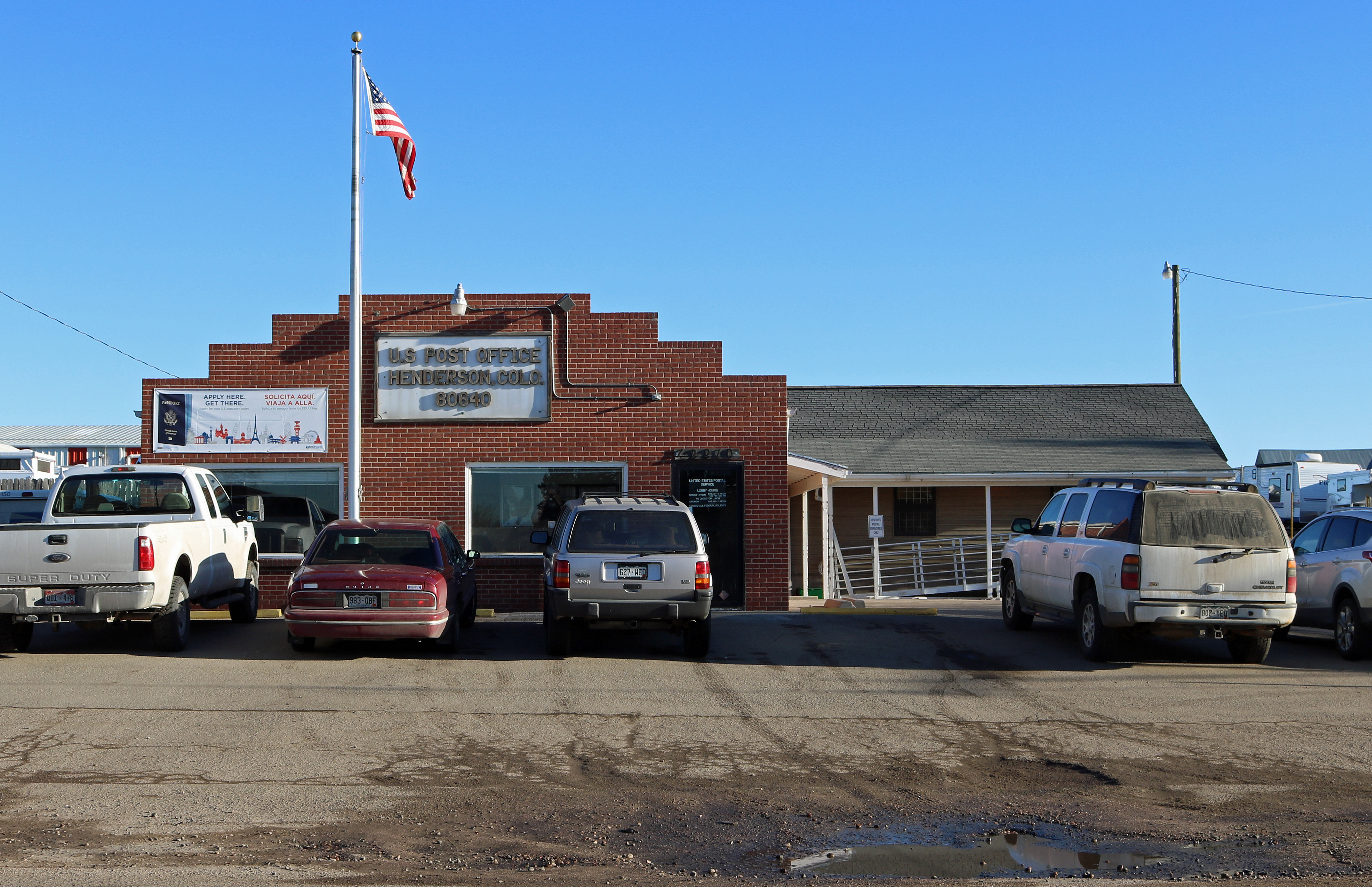
Oficina de correo de Henderson.

Henderson, anteriormente conocida como Henderson Island, es un comunidad no incorporada y una Oficina de Correo de los EE. UU. en el condado de Adams , Colorado, Estados Unidos. Henderson tiene el Código Zip 80640. Algunas porciones del área de Henderson han sido anexionadas a Commerce City, Brighton, y a Thornton.
Una oficina de correo llamada Henderson ha estado en funcionamiento desde 1894.  La comunidad fue nombrada después de John D. "Colonel Jack" Henderson.

## Actualmente
Junto con una oficina de correo, quedan unos cuantos edificios del viejo Henderson a lo largo de norte de carretera del Brighton de la 120.ª Avenida. La Iglesia de Congregación de Henderson (ahora Iglesia Comunitaria de Henderson)que ha existido más de 100 años, se posiciona como uno de los últimos vestigios restantes del histórico Henderson.